# Abby Johnston
Abby Johnston (* 16. November 1989 in Columbus) ist eine ehemalige US-amerikanische Wasserspringerin. Nachdem sie zunächst neun Jahre in einem Turnverein aktiv war, aufgrund einer Rückenverletzung jedoch nicht länger turnen durfte, begann sie im Jahr 2002 mit dem Wasserspringen. Sie startete im Kunstspringen vom 1-m- und 3-m-Brett, trainiert wurde sie von Drew Johansen.
Sie nahm 2011 in Shanghai erstmals an der Weltmeisterschaft teil. Im Kunstspringen vom 1-m-Brett erreichte sie Rang sechs. Im Jahr 2008 und 2009 gewann sie jeweils einen nationalen Meistertitel, 2006 nahm sie bereits an der Junioren-Weltmeisterschaft teil, verpasste aber den Sprung in ein Finale.
Johnston studierte an der Duke University. Sie startete für das Sportteam der Universität, den Iron Dukes.